# 스위스의 로마 가톨릭교회

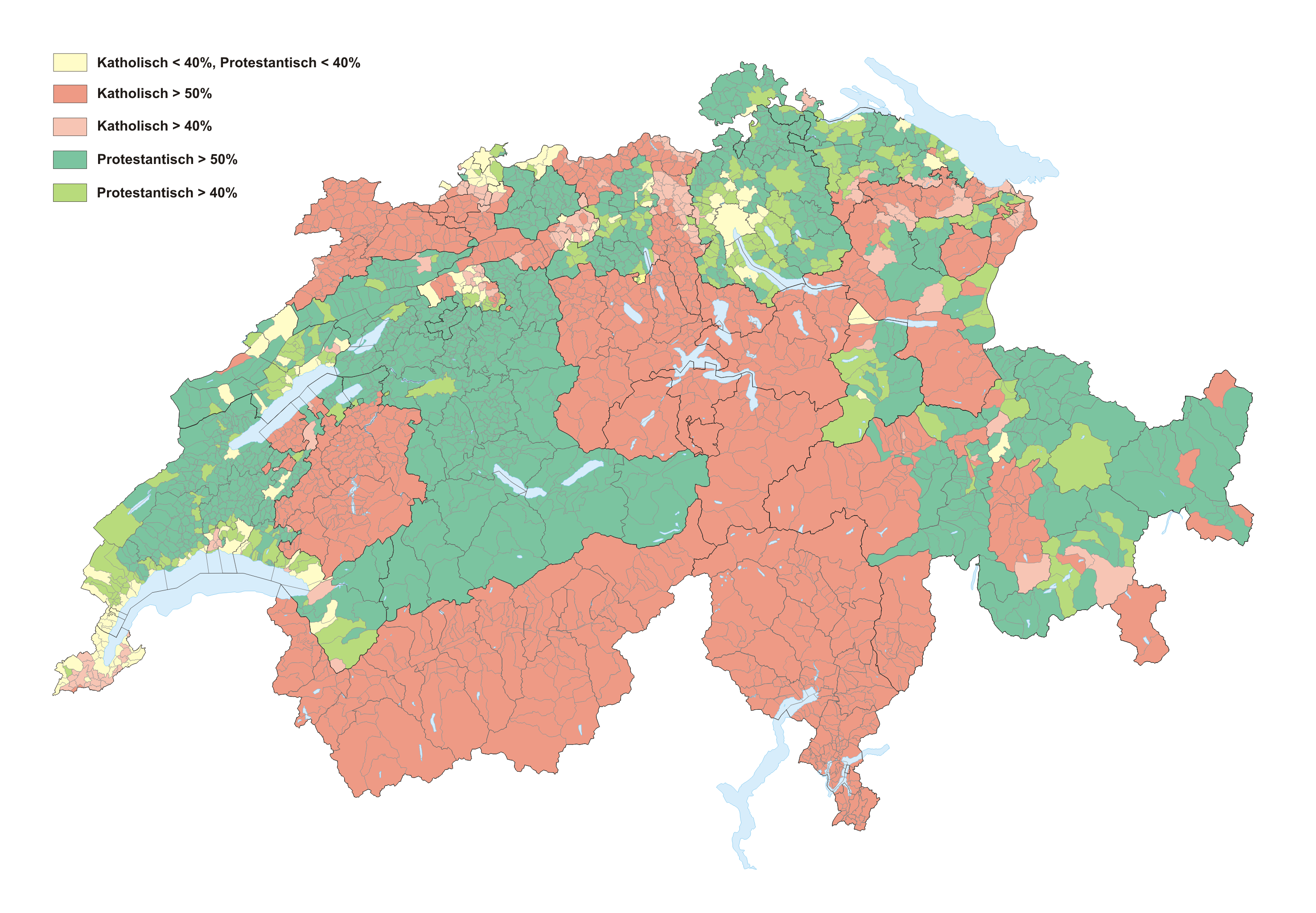
스위스 지도에서 붉은색 표시가 되어 있는 부분이 전통적인 가톨릭 강세 지역이다.

이 문서는 스위스의 로마 가톨릭교회 문서이다. 스위스에는 현재 여섯 개의 교구와 두 개의 수도원 자치구가 있으며, 신자 수는 약 3백만 명(전체 스위스 인구의 42%)이다. 스위스의 도시 가운데 바젤, 로잔, 쿠르, 루가노, 장크트갈렌, 시옹에 가톨릭 교구가 설치되어 있다.

## 교구
- 바젤 교구 (Diocese of Basel)
- 쿠예 교구(Diocese of Chur)
- 로잔,제네바 와 프리부트 교구(Diocese of Lausanne, Geneva and Fribourg)
- 루가노 교구(Diocese of Lugano)
- 장크트 갈렌 교구(Diocese of Sankt Gallen)
- 시옹 교구(Diocese of Sion)
- 마리아 아인시에데른 자치수도원장구(Territorial Abbacy of Maria Einsiedeln)
- 세인트 마우리스 아가운 자치수도원장구(Territorial Abbacy of Saint-Maurice d’Agaune)

## 같이 보기
- 스위스 가톨릭 주교회의